# Agrarlandschaft Südölands
Die Agrarlandschaft Südölands ist seit dem Jahr 2000 schwedisches Weltkulturerbe.
Öland ist die viertgrößte Insel der Ostsee. Etwa ein Drittel der Insel, ungefähr 560 Quadratkilometer, gehört zum Weltkulturerbe, das Äcker, Weideland, Dörfer, Fluchtburgen und Gewässer umfasst. Die landwirtschaftliche Nutzung der Insel begann um 3000 v. Chr. und die Bodennutzung ist heute aufgrund der naturgeographischen Rahmenbedingungen weitgehend noch dieselbe wie zur Steinzeit.
Während des Mittelalters wurde das Land aufgeteilt in Dorfgrund, Ackerland und Wiesen sowie Weideland. Auf dem Dorfgrund entstanden Reihendörfer, die durch ihre schlichten, ochsenblutfarbenen Holzhäuser bis heute das Landschaftsbild prägen. Ackerland und Wiesen wurden gemeinsam bewirtschaftet, wobei jeder Hof Anteile an jedem Acker hatte. Die Dorfwiesen, die ungefähr fünf- bis sechsmal so groß waren wie das Ackerland, dienten als Weideland für die Haustiere und standen für das Winterfutter. Die Äcker und Wiesen wurden durch Steinwälle vor den weidenden Viehherden, aber auch wilden Tieren geschützt. Erst im 19. Jahrhundert wurden das gemeinsame Ackerland und die Wiesen zwischen den Höfen aufgeteilt. Niedrige Steinmauern, die heute so typisch für die Landschaft sind, grenzten die neuen Felder und Wiesen voneinander ab.
Das Land außerhalb der Steinwälle war Weideland, auf denen die Schaf- und Rinderherden der Dörfer weideten, aber auch halbwilde Pferdeherden umherstreiften. Es ist vor allem Heideland bzw. Alvar (Stora Alvaret), das beinahe die Hälfte der Fläche im Weltkulturerbe (260 km²) einnimmt. Die dünne Erdschicht der Heide ist sowohl extremer Trockenheit wie auch Überschwemmungen ausgesetzt, was die Flora einzigartig macht. Die flachen küstennahen Weidegebiete, die Seewiesen (sjömarker) wiederum sind ein wichtiges Vogelreservat, welches von der Vogelschutzwarte im südlich gelegenen Naturreservat Ottenby betreut wird. Auch das Weideland wurde im Rahmen der Bodenreform im 19. Jahrhundert aufgeteilt und die Grundstücke wurden durch Steinmauern voneinander abgegrenzt.
In dieser geschichtsträchtigen Agrarlandschaft gibt es zahlreiche Zeugnisse aus der Stein-, Bronze- und Eisenzeit: Ganggräber aus der Steinzeit, Grabhügel aus der Bronzezeit, Fluchtburgen, Hausfundamente sowie Grabfelder aus der älteren Eisenzeit weisen darauf hin, dass diese Landschaft mehrere tausend Jahre lang von Menschen genutzt wurde.
In der Begründung für die Anerkennung als Weltkulturerbe wird deutlich, dass es gerade der Charakter als jahrtausendealte Kulturlandschaft ist, der zum Welterbestatus führte:
„Die heutige Landschaft des südlichen Öland ist ebenso sehr von ihrer langen Kulturgeschichte wie von geologischen und topographischen Gegebenheiten geprägt. Die Bauernlandschaft (odlingslandskap) des südlichen Öland ist ein einzigartiges Beispiel dafür, wie der Mensch vielförmige Landschaft (…) auf optimale Weise nutzt.“